# Gaetano Scelba
Gaetano Scelba, detto Tanino (Locri, 12 luglio 1932 – Roma, 17 gennaio 2011), è stato un giornalista e funzionario italiano.
È stato portavoce del Presidente della Repubblica Oscar Luigi Scalfaro dal maggio 1992 al maggio 1999.

## Biografia
Nipote dell'ex presidente del Consiglio Mario Scelba . Entra all'Inadel ed è giornalista pubblicista dal 1960. Quindi è Capo ufficio stampa al Ministero dell'interno con Mario Scelba fino al 1962 . Dal 1965 al 1966 è direttore del settimanale il centro, fondato da Guido Gonella. 
Nel 1966 è addetto stampa del ministro dei trasporti Oscar Luigi Scalfaro fino al 1968. Negli anni '80 è ancora con Scalfaro al ministero dell'Interno.
Il 28 maggio 1992 è scelto come Consigliere per la stampa e l'informazione dal neo presidente della Repubblica  Oscar Luigi Scalfaro e lo resta fino al 18 maggio 1999. Dall'ottobre 1994 all'ottobre 1996 è anche Dirigente generale della Presidenza del Consiglio dei ministri .